# Mordechaj Podchlebnik

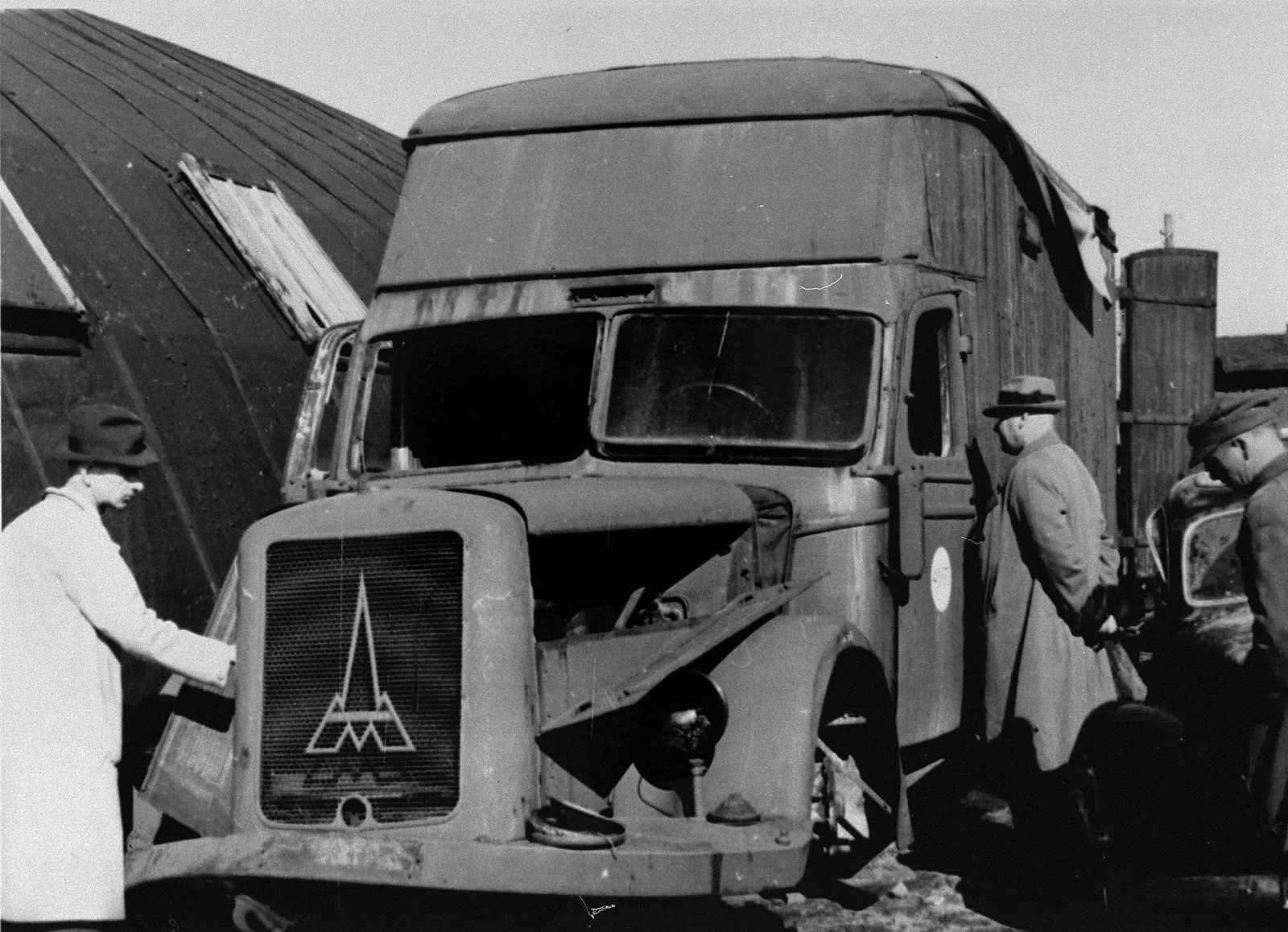
En skåpbil av märket Magirus-Deutz. Denna typ av fordon byggdes om till gasvagnar. Skåpbilen på bilden har dock inte använts för detta ändamål.

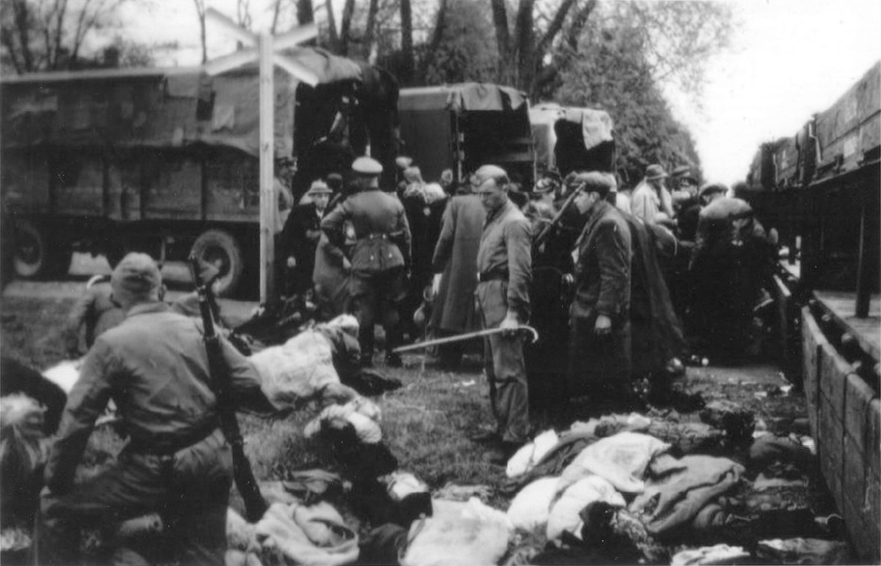
Deportation av judar till förintelselägret i Chełmno.

Mordechaj Podchlebnik, även Michał Podchlebnik, född 1907, död 1985, var en polsk jude som lyckades fly från det nazistiska förintelselägret i Chełmno. Han är en av två som överlevde Chełmno och andra världskriget; den andre är Szymon Srebrnik. En tredje person som rymde från Chełmno, Jacob Grojanowski, greps senare och gasades ihjäl i förintelselägret Bełżec.

## Biografi
Mordechaj Podchlebnik var son till Jacob och Zosia Podchlebnik, född Widawska, och levde i byn Koło. I slutet av december 1941 omringades byn av enheter ur NSKK. Tillsammans med enheter ur SS hade NSKK i uppdrag att deportera judar till Chełmno, som hade tagits i bruk den 8 december samma år. Under förespegling att judarna skulle transporteras till järnvägsstationen i Barłogi och därefter längre österut inleddes evakueringen. Podchlebnik, som vid tillfället var skriven i grannbyn Bugaj, fick bevittna hur hans far, mor, syster, bror med fler familjemedlemmar fördes iväg på lastbilar.
Inom kort kom även Podchlebnik att deporteras till Chełmno och uttogs till arbete i Waldkommando, vilket innebar att gräva gravar i ett skogsområde i närheten. Podchlebnik och de andra i Waldkommando iordningställde gravar för de judar och romer som mördades i Chełmnos gasvagnar. Enligt medfången Jacob Grojanowski förekom omkring åtta eller nio transporter per dag; var och en innehöll mellan 50 och 70 lik. En dag fick Podchlebnik se sin hustrus, sin sjuårige sons och sin femåriga dotters kroppar och bad då en SS-vakt att få bli skjuten i samma grop där hans familj låg. SS-vakten vägrade, då han ansåg att Podchlebnik fortfarande var arbetsduglig. I mitten av januari 1942 flydde Podchlebnik från Chełmno.
Podchlebnik utgjorde nyckelvittne vid Chełmnorättegången 1945, då medlemmar ur SS-Sonderkommando Kulmhof ställdes inför rätta och dömdes. År 1961 vittnade han vid rättegången mot Adolf Eichmann i Jerusalem. Podchlebnik förekommer i Claude Lanzmanns dokumentärfilm Shoah från 1985. Den 9 juni 1945 redogjorde Podchlebnik för sina upplevelser i Chełmno. Följande utgör ett kort utdrag:
| ” | Framemot klockan åtta på morgonen kom den första bilen från Chełmno. Bilens dörr öppnades och ett stort rökmoln med vita slöjor vällde upp. Vid den tidpunkten tilläts vi inte att gå fram till bilen. Vi fick inte ens titta i riktning mot den öppna bildörren. Jag märkte hur tyskarna flydde från bilen sedan de öppnat dörren. Jag kan inte säga om det var avgaser eller andra gaser som vällde ut från bilen. Normalt stod vi på ett sådant avstånd att vi inte kände lukten av gasen. Inga gasmasker användes. Efter 3–4 minuter gick tre judar, N. från Koło, H. från Babiak och en tredje, vars namn jag inte minns längre, in i bilen och slängde ut liken på marken. Liken låg kors och tvärs till ungefär halva höjden av bilen. En del hade tagit sina kära anhöriga i famnen i dödsögonblicket. [...] En del levde fortfarande. Dessa fick nådaskott av SS-män med revolvrar. Man höll revolvern mot huvudet och sköt, för det mesta mot bakhuvudet. När liken kastats ut ur bilen for den tillbaka till Chełmno. Två judar räckte liken till två ukrainare, vars namn jag inte vet och som talade polska och var civilklädda. [...] Ukrainarna drog ut likens guldtänder, slet av dem de små påsarna med pengar runt halsen, tog av dem ringar, klockor osv. Man sökte igenom liken mycket noggrant. Man sökte till och med efter guld och värdesaker i kvinnornas könsorgan och i analöppningen. Vid dessa undersökningar använde de inte gummihandskar. Man lade värdesakerna man hittat i en speciell väska. SS-männen undersökte inte liken. Men de övervakade ukrainarnas arbete mycket noggrant. När liken var undersökta lade man dem i groparna. Man lade dem på längden i gropen och dessutom i flera lager. | „ |